# Pokłosie
Pokłosie is een Poolse dramafilm uit 2012 onder regie van Władysław Pasikowski. De film is een verwijzing naar de slachtpartij in de Poolse plaats Jedwabne in 1941.

## Verhaal
Franciszek Kalina keert na 20 jaar terug naar zijn geboortedorp in Polen. Hij hoort dat zijn jongere broer Józef overhoop ligt met de inwoners. Ze ontdekken dat er tijdens de oorlog een pogrom heeft plaatsgevonden in het dorp. Alleen blijkt de Joodse bevolking er niet te zijn omgebracht door Duitse soldaten.

## Rolverdeling
- Maciej Stuhr: Józef Kalina
- Ireneusz Czop: Franciszek Kalina
- Zbigniew Zamachowski: Włodzimierz Nowak
- Danuta Szaflarska: Kruidenkenner
- Jerzy Radziwiłowicz: Priester
- Zuzana Fialová: Justyna
- Wojciech Zieliński: Antek
- Robert Rogalski: Malinowski
- Maria Garbowska: Palka